# Ealing Broadway állomás
Az Ealing Broadway a londoni metró egyik állomása a 3-as zónában, a Central line és a District line érinti.

## Története
Az állomást 1838. április 6-án adták át a Great Western Railway részeként. 1879. július 1-jétől a District Railway, 1920. augusztus 3-ától a Central line végállomásaként is üzemel.

## Forgalom
| Járat                 | Útvonal | Gyakoriság      |
| --------------------- | --- | --------------- |
|                       | Hainault – Fairlop – Barkingside – Newbury Park – Gants Hill – Redbridge – Wanstead – Leytonstone – Leyton – Stratford – Mile End – Bethnal Green – Liverpool Street – Bank – St. Paul’s – Chancery Lane – Holborn – Tottenham Court Road – Oxford Circus – Bond Street – Marble Arch – Lancaster Gate – Queensway – Notting Hill Gate – Holland Park – Shepherd’s Bush – White City – East Acton – North Acton – West Acton – Ealing Broadway | 5-10 percenként |
|                       | Upminster – Upminster Bridge – Hornchurch – Elm Park – Dagenham East – Dagenham Heathway – Becontree – Upney – Barking – East Ham – Upton Park – Plaistow – West Ham – Bromley-by-Bow – Bow Road – Mile End – Stepney Green – Whitechapel – Aldgate East – Tower Hill – Monument – Cannon Street – Mansion House – Blackfriars – Temple – Embankment – Westminster – St. James’s Park – Victoria – Sloane Square – South Kensington – Gloucester Road – Earl’s Court – West Kensington – Barons Court – Hammersmith – Ravenscourt Park – Stamford Brook – Turnham Green – Chiswick Park – Acton Town – Ealing Common – Ealing Broadway | 10 percenként   |
| TfL Rail              | Paddington – Ealing Broadway – West Ealing – Hanwell – Southall – Hayes & Harlington – Heathrow Central – Heathrow Terminal 4 | 30 percenként   |
| Great Western Railway | Paddington – Acton Main Line – Ealing Broadway – West Ealing – Hanwell – Southall – Hayes & Harlington – West Drayton – Iver – Langley – Slough – Twyford – Reading (– tovább Nyugat-Anglia felé) | 1-10 percenként |

## Átszállási kapcsolatok
| Állomás         | Átszállási kapcsolatok                 |
| --------------- | -------------------------------------- |
| Ealing Broadway | Helyi buszok (Ealing Broadway Station) |

## Fordítás
- Ez a szócikk részben vagy egészben  az   Ealing Broadway station című angol Wikipédia-szócikk fordításán alapul.  Az eredeti cikk szerkesztőit annak laptörténete sorolja fel. Ez a jelzés csupán a megfogalmazás eredetét és a szerzői jogokat jelzi, nem szolgál a cikkben szereplő információk forrásmegjelöléseként.